# La vérité (1960)
La vérité is een Frans-Italiaanse film uit 1960 van Henri-Georges Clouzot. De hoofdrollen worden gespeeld door Brigitte Bardot en Sami Frey.
De film werd genomineerd voor de Oscar voor beste buitenlandse film.

## Verhaal
Twee volwassen zussen delen een woonruimte in Parijs. De een is een toegewijde studente (Annie Marceau) aan het conservatorium; de ander fladdert van vertier tot vertier, van man tot man (Dominique Marceau). Hun samenwonen is van korte duur, maar de problemen worden niet opgelost wanneer de lichtvaardige zus vertrekt. Ze zijn allebei verliefd op dezelfde man (Gilbert Tellier), ook een student aan het conservatorium. Hij kiest uiteindelijk voor de serieuze zus, maar vindt zijn dood in een 'crime passionnel' van de andere zus die daarna poogt zelfmoord te plegen...
Een bevlogen rechtszaak volgt over de veroordeling van Dominique en er worden verschillende getuigen verhoord.

## Rolverdeling
| Acteur            | Personage                              |
| ----------------- | -------------------------------------- |
| Brigitte Bardot   | Dominique Marceau                      |
| Sami Frey         | Gilbert Tellier                        |
| Charles Vanel     | Maître Guérin (advocaat van Dominique) |
| Paul Meurisse     | Maître Éparvier (openbaar aanklager)   |
| Marie-José Nat    | Annie Marceau                          |
| Louis Seigner     | President van het hof van assisen      |
| André Oumansky    | Ludovic                                |
| Jacqueline Porel  | Griffier advocaat                      |
| Jean-Loup Reynold | Michel                                 |
| Barbara Sommers   | Daisy (als Barbara Sohmers)            |
| René Blancard     | Advocaat-generaal                      |
| Fernand Ledoux    | Keuringsarts                           |
| Jacques Perrin    | Jérôme Lamy, vriend van Michel         |
| Claude Berri      | Georges, vriend van Michel             |

## Vormgeving
Het verhaal van deze film wordt verteld met flashbacks vanuit de rechtszaal, waar de lichtvaardige zus haar strafproces ondergaat. Hierbij treden verschillen op tussen wat er werkelijk is gebeurd en wat juridisch steekhoudend wordt gevonden.
Hoewel Brigitte Bardot in La vérité een ongebruikelijk tragische rol speelt, toont haar verschijning op het witte doek al haar gebruikelijke handelsmerken als naaktheid, sensualiteit en vriendelijke immoraliteit.

## Achtergrond
Brigitte Bardot vindt dit zelf de beste film waarin ze heeft gespeeld.